# واشوگال (واشینگتن)
واشوگال (به انگلیسی: Washougal) شهری در شهرستان کلارک، ایالت واشنگتن است که در سرشماری سال ۲۰۱۰ میلادی، ۱۴۰۹۵ نفر جمعیت داشته است.